# Ландмарк (Абу Даби)
Ландмарк (енгл. The Landmark) је постмодернистички високи облакодер у Абу Дабију у Уједињеним Арапским Емиратима. Здрада је почела да се гради 2006. године а по завршетку би требало да буде висока 324m метра. Изградња Лендмарка завршена је 2012. године. Зграда поседује пет етажа буде под земљом и 72 изнад ње.